# Damien Cattin-Vidal
Damien Cattin-Vidal, né le 12 août 1988 à Sens, est un nageur en eau libre français.
Il remporte aux Championnats d'Europe de nage en eau libre 2011 à Eilat la médaille de bronze en contre-la-montre mixte par équipe sur 5 kilomètres avec Coralie Codevelle et Sébastien Fraysse.
Il met un terme à sa carrière en août 2016.